# Громницкая, Алёна Анатольевна
Громницкая, Алёна Анатольевна (род. 1975, Киев) — украинская журналистка, медиа-менеджер и общественный деятель, поэтесса, пресс-секретарь президента Украины Леонида Кучмы в 2002—2005 годах.

## Биография
Родилась 2 октября 1975 года в Киеве. В 1997 году окончила исторический факультет Национального педагогического университета им. М. П. Драгоманова (специальность — преподаватель истории и правоведения), а в 2004 году — аспирантуру НПУ им. М. П. Драгоманова (специальность — «конституционное право»). Профессиональную карьеру начала в 1995 году с позиции специального корреспондента телекомпании «ЮТАР», работала в дирекции телерадиопрограмм ВР Украины, на телеканале ICTV, в Администрации президента Украины, в ООО «Медиа-Дом», в Республиканской партии Украины, министерстве топлива и энергетики Украины, общественно-политическом еженедельнике «Профиль-Украина». С августа 2010 года занимала должность вице-президента холдинга «Главред-Медиа».

## Профессиональная деятельность
С 2002 по 2005 год работала пресс-секретарём президента Украины Леонида Кучмы.
В 2007 году была назначена руководителем проекта и главным редактором еженедельника «Профиль-Украина», права на издание которого принадлежали украинскому бизнесмену Александру Третьякову.
В 2008 году «Профиль» был назван Журналом года-2008.
В 2010—2011 годах совмещала работу издателя и главного редактора с должностью вице-президента холдинга «Главред-медиа».

В июле 2011 года была назначена генеральным директором ЧАО «Сегодня Мультимедиа», издательского холдинга СКМ — ушла с должности по собственному желанию в январе 2012 вследствие открытого публичного конфликта с главным редактором популярной украинской газеты «Сегодня». При этом СКМ выразил сожаление по поводу отставки госпожи Громницкой, подчеркнув, что под её руководством «холдинг показал устойчивую и позитивную динамику роста экономических показателей». «Для меня важны интересы компании, и именно поэтому я написала заявление об уходе, чтобы тем самым поставить точку в бессмысленном скандале»,— заявляла Громницкая в январе 2012 года.
С 2012 года основатель консалтингового агентства украинский институт развития медиа (UMDI). UMDI выступал коммуникационным партером Всемирного 64 Всемирного газетного конгресса и 19 всемирного форума редакторов WAN-IFRA.
С 2016 года основатель интернет-проекта Realist.Online, который стартовал в конце августа 2016 года.

## Награды и заслуги
В 2004 году была удостоена звания «Заслуженный журналист Украины», а в 2011 году — «Ордена Княгини Ольги» ІІІ степени.
В 2007 году заняла 46-е место в списке самых влиятельных женщин Украины по версии журнала «Фокус». В 2011 году, по версии того же рейтинга, заняла 62-е место.

## Общественная активность
Пишет стихи, автор поэтического сборника «Полутона» (2007).,
Ведёт активную светскую жизнь.